# Antiestrofa
Una antiestrofa (en griego antiguo: ἀντιστροφή, antistrofí, "retroceso", "reversión", de στρέφω, stréfo, "girar"), antistrofa, o antodo, en la métrica griega, es la segunda parte del sistema rítmico propio de la lírica coral helénica, que se llama 'tríada dórica', es decir, la parte de una oda cantada por el coro en su movimiento de regreso de oeste a este, en respuesta a la estrofa, que se cantaba en dirección contraria, de este a oeste. Es, en teoría, una respuesta y sirve para equilibrar los efectos de la estrofa. Una tercera parte es el epodo, que cierra y une las otras dos, ejemplificando así la triple forma en que se compusieron los antiguos himnos sagrados de Grecia, desde los días de Estesícoro en adelante.
Pertenece al arte coral del antiguo teatro griego, resultante de la poesía lírica coral doria. La estrofa y la antiestrofa son, sin embargo, idénticas en su estructura, constando del mismo número de versos. Por todo ello, la antiestrofa, reproduce el ritmo de la estrofa, pero también realiza repeticiones sonoras, verbales y temáticas. Como dice John Milton:

"La estrofa, la antiestrofa y el epodo eran una especie de estancia poética enmarcada para la música que luego se usaba con el coro que cantaba".

El coro, mientras cantaba la antiestrofa, realizaba un movimiento de danza, volviendo, en dirección opuesta al lugar desde el que había comenzado a realizar el movimiento de baile de la estrofa, que incluía el mismo número de pasos. Este movimiento se concibe fácilmente en el marco de una orchestra arcaica trapezoidal o rectangular. En el caso de una orchestra circular o semicircular, los coros debían girar alrededor del altar o la estatua de Dioniso, colocada sobre ella. En obras antiguas, el coro cantaba la antiestrofa mientras bailaba de izquierda a derecha (en relación con el espectador), después de haber cantado la estrofa mientras danzaba de derecha a izquierda.
Volviendo a su punto de partida, los coros cantaban el epodo, una especie de conclusión, con una estructura métrica diferente. Esta 'tríada' (estrofa, antiestrofa, epodo) podría ser única (como en el Áyax de Sófocles), repetida entre 3 y 13 veces, o ausente en tragedias (como en Antígona de Sófocles).

## Antigua danza
La antiestrofa también era una especie de antigua danza, en la que los danzantes daban pasos a la derecha y a veces a la izquierda, doblando sus giros o cambios. Al movimiento hacia la izquierda, lo llamaban antiestrofa, del griego ὰντὶ, "contra", y στροφὴ, de στρέφω, "giro", "vuelta".

## Táctica militar
Una antiestrofa era un movimiento táctico de los guerreros de la Antigüedad, en que después de haber marchado en diferente sentido volvían a ocupar la primera formación.